# Pallavolo Montale 2020-2021
Questa voce raccoglie le informazioni riguardanti la Pallavolo Montale nelle competizioni ufficiali della stagione 2020-2021.

## Organigramma societario
Area direttiva
- Presidente: Gianfranco Barberini

Area tecnica
- Allenatore: Ivan Tamburello
- Allenatore in seconda: Tommaso Zagni

## Rosa
| N° | Nome                | Ruolo | Data di nascita   | Squadra |
| -- | ------------------- | ----- | ----------------- | ------- |
| 2  | Caterina Cigarini   | C     | 5 marzo 1996      | Italia  |
| 3  | Amelia Bici         | L     | 13 settembre 1998 | Italia  |
| 4  | Sophie Blasi        | S     | 16 dicembre 2002  | Italia  |
| 5  | Greta Pinali        | S     | 2 aprile 1997     | Italia  |
| 7  | Francesca Gentili   | C     | 28 marzo 1990     | Italia  |
| 9  | Martina Brina       | S     | 14 dicembre 1996  | Italia  |
| 10 | Giulia Pincerato    | P     | 16 marzo 1987     | Italia  |
| 10 | Elisa Lancellotti   | P     | 23 febbraio 1991  | Italia  |
| 11 | Giulia Rubini       | S     | 3 luglio 1990     | Italia  |
| 12 | Taismary Agüero     | S/O   | 5 marzo 1977      | Italia  |
| 14 | Veronica Cioni      | L     | 9 aprile 2003     | Italia  |
| 15 | Federica Saccani    | P     | 4 settembre 1998  | Italia  |
| 16 | Irene Botarelli     | O     | 18 giugno 1996    | Italia  |
| 17 | Elena Fronza        | C     | 27 aprile 1992    | Italia  |
| 18 | Carlotta Venturelli | L     | 7 febbraio 1997   | Italia  |

## Risultati

### Serie A2

#### Girone di andata
| 1ª giornata - 20 settembre 2020 Palestra Magagni, Castelnuovo Rangone  | Montale          | 1 - 3 | Club Italia | 23-25, 22-25, 25-21, 23-25        |
| 2ª giornata - 27 settembre 2020 Palazzetto dello sport, Pinerolo       | Pinerolo         | 3 - 1 | Montale     | 25-17, 25-22, 13-25, 25-22        |
| 3ª giornata - 3 ottobre 2020 Palestra Magagni, Castelnuovo Rangone     | Montale          | 0 - 3 | Marsala     | 14-25, 20-25, 21-25               |
| 4ª giornata - 11 ottobre 2020 Palazzetto San Luigi, Busto Arsizio      | Futura Giovani   | 3 - 0 | Montale     | 25-18, 25-18, 30-28               |
| 5ª giornata - 14 ottobre 2020 Palestra Magagni, Castelnuovo Rangone    | Montale          | 2 - 3 | Hermaea     | 29-27, 21-25, 25-15, 22-25, 10-15 |
| 6ª giornata - 8 dicembre 2020 Palestra Magagni, Castelnuovo Rangone    | Montale          | 1 - 3 | CUS Torino  | 23-25, 29-31, 25-17, 15-25        |
| 7ª giornata - 4 gennaio 2021 PalaFonte, Roma                           | Roma Club        | 3 - 1 | Montale     | 23-25, 25-16, 25-20, 25-16        |
| 8ª giornata - 26 dicembre 2020 Palestra Santissima Consolata, Sassuolo | Academy Sassuolo | 3 - 0 | Montale     | 25-16, 25-18, 25-23               |
| 9ª giornata - 30 dicembre 2020 Palestra Magagni, Castelnuovo Rangone   | Montale          | 3 - 2 | Mondovì     | 19-25, 25-21, 25-21, 22-25, 15-12 |

#### Girone di ritorno
| 10ª giornata - 16 dicembre 2020 Centro Pavesi, Milano                 | Club Italia | 3 - 0 | Montale          | 25-17, 26-24, 25-20               |
| 11ª giornata - 24 febbraio 2021 Palestra Magagni, Castelnuovo Rangone | Montale     | 1 - 3 | Pinerolo         | 30-28, 21-25, 12-25, 21-25        |
| 12ª giornata - 20 gennaio 2021 PalaBellina, Marsala                   | Marsala     | 3 - 1 | Montale          | 25-20, 17-25, 25-23, 25-23        |
| 13ª giornata - 5 dicembre 2020 Palestra Magagni, Castelnuovo Rangone  | Montale     | 1 - 3 | Futura Giovani   | 15-25, 14-25, 25-17, 12-25        |
| 14ª giornata - 9 gennaio 2021 Palestra Comunale, Golfo Aranci         | Hermaea     | 3 - 2 | Montale          | 21-25, 21-25, 25-18, 25-21, 15-13 |
| 15ª giornata - 13 dicembre 2020 PalaRuffini, Torino                   | CUS Torino  | 2 - 3 | Montale          | 17-25, 21-25, 25-23, 25-20, 14-16 |
| 16ª giornata - 20 dicembre 2020 Palestra Magagni, Castelnuovo Rangone | Montale     | 0 - 3 | Roma Club        | 17-25, 22-25, 24-26               |
| 17ª giornata - 17 gennaio 2021 Palestra Magagni, Castelnuovo Rangone  | Montale     | 1 - 3 | Academy Sassuolo | 25-22, 20-25, 22-25, 22-25        |
| 18ª giornata - 23 gennaio 2021 PalaManera, Mondovì                    | Mondovì     | 3 - 1 | Montale          | 25-23, 20-25, 25-14, 25-16        |

### Pool salvezza

#### Girone di andata
| 2ª giornata - 7 aprile 2021 Palestra comunale, Talmassons         | Talmassons          | 3 - 1 | Montale              | 25-19, 33-31, 21-25, 25-19       |
| 3ª giornata - 14 marzo 2021 PalaCollodi, Montecchio Maggiore      | Montecchio Maggiore | 3 - 1 | Montale              | 23-25, 25-20, 25-21, 25-22       |
| 4ª giornata - 21 marzo 2021 Palestra Magagni, Castelnuovo Rangone | Montale             | 3 - 2 | Libertas Martignacco | 25-23, 13-25, 25-18, 23-25, 15-7 |
| 5ª giornata - 24 marzo 2021 PalaCosta, Ravenna                    | Olimpia Teodora     | 3 - 1 | Montale              | 22-25, 25-17, 25-18, 25-23       |

#### Girone di ritorno
| 7ª giornata - 3 aprile 2021 Palestra Magagni, Castelnuovo Rangone   | Montale              | 1 - 3 | Talmassons          | 25-22, 21-25, 21-25, 18-25 |
| 8ª giornata - 11 aprile 2021 Palestra Magagni, Castelnuovo Rangone  | Montale              | 1 - 3 | Montecchio Maggiore | 25-20, 21-25, 13-25, 22-25 |
| 9ª giornata - 18 aprile 2021 Palazzetto dello sport, Martignacco    | Libertas Martignacco | 3 - 0 | Montale             | 25-23, 25-23, 25-23        |
| 10ª giornata - 25 aprile 2021 Palestra Magagni, Castelnuovo Rangone | Montale              | 0 - 3 | Olimpia Teodora     | 23-25, 21-25, 14-25        |